# Подрезчиха (посёлок)
Подрезчиха — посёлок в Белохолуницком районе Кировской области. Является единственным населённым местом Подрезчихинского сельского поселения.
Посёлок расположен при впадении одноимённой реки в Вятку в 80 км на северо-восток от райцентра Белой Холуницы и в 40 км к западу от города Кирс.

## Население
Население по переписи 2010 года составляло 1031 человек.